# Euplexia mucronata
Euplexia mucronata är en fjärilsart som beskrevs av Moore 1881. Euplexia mucronata ingår i släktet Euplexia och familjen nattflyn. Inga underarter finns listade i Catalogue of Life.